# Château de Lasalle
Pour l’article homonyme, voir Lasalle.
Le château de Lasalle est un château situé en France sur la commune de Vic-sur-Cère, en région Auvergne-Rhône-Alpes.

## Historique
Manoir construit à la fin du XVe ou début du XVIe siècle, remanié vers 1593-1595. Dégradé au XVIIIe siècle, il a perdu une ou plusieurs tours. La ferme et ses dépendances datent des XVIIIe , XIXe siècle et XXe siècle.

### Protection
Le château est inscrit au titre des monuments historiques par arrêté du 15 janvier 1990.

## Description
Manoir à rez-de-chaussée voûté en berceau, toit à croupes couvert en micaschiste. Logis de ferme et grange-étable également couverts en micaschiste ou ardoise ; porcherie en tuile creuse.